# 海盖迪什·费伦茨
海盖迪什·费伦茨（匈牙利語：Hegedűs Ferenc，1959年9月14日—），匈牙利男子击剑运动员。他曾代表匈牙利参加1988年和1992年夏季奥林匹克运动会击剑比赛，获得一枚银牌。